# Eleição suplementar para prefeito de Tucuruí em 2025
A eleição suplementar para prefeito de Tucuruí em 2025 foi convocada pela Justiça Eleitoral brasileira após a cassação do mandato do então chefe do Poder Executivo municipal, Alexandre Siqueira, eleito originalmente em 2024. A decisão do Tribunal Superior Eleitoral (TSE), datada de maio de 2025, determinou não apenas o afastamento imediato do mandatário, mas também a convocação de novo pleito, o qual foi oficialmente marcado para ocorrer no dia 3 de agosto de 2025. Trata-se de um evento de considerável repercussão no cenário político do estado do Pará, especialmente por ocorrer em um contexto de intensa disputa entre os principais grupos locais de poder e forte mobilização popular.
A nova eleição é caracterizada por uma polarização entre dois projetos políticos distintos: de um lado, o grupo liderado pelo Movimento Democrático Brasileiro (MDB), que procura se manter no poder apesar das sanções judiciais impostas ao seu líder; de outro, o Partido Liberal (PL), que, por meio da candidatura da ex-deputada e ex-primeira-dama Eliane Lima, busca capitalizar o desgaste político do governo cassado e apresentar-se como alternativa de renovação.

## Antecedentes
O processo que culminou na realização da eleição suplementar de 2025 tem origem em uma série de denúncias relativas à campanha eleitoral de 2020, quando o empresário Alexandre Siqueira (MDB) foi eleito prefeito de Tucuruí numa acirrada disputa contra a ex-deputada estadual Eliane Lima (PSDB). Posteriormente, surgiram indícios de que sua candidatura teria se beneficiado de práticas ilegais, como abuso de poder político e econômico, além de uso indevido dos meios de comunicação, em desconformidade com as normas estabelecidas pela Lei das Eleições (Lei nº 9.504/97). Tais irregularidades foram inicialmente analisadas pelo Tribunal Regional Eleitoral do Pará e, posteriormente, pelo Tribunal Superior Eleitoral, que proferiu decisão final determinando a cassação do diploma e a consequente vacância do cargo.
A medida, embora amparada juridicamente, gerou grande repercussão política local. Partidários do ex-prefeito classificaram a decisão como "excessivamente rigorosa", enquanto opositores viram na cassação uma necessária correção institucional e um marco de fortalecimento da moralidade administrativa. Durante o período interregno até a nova eleição, o Poder Executivo municipal passou a ser exercido de forma interina pelo presidente da Câmara Municipal de Tucuruí, Jairo Holanda (MDB), conforme previsão constitucional e legal.

## Candidaturas
Em meio a um cenário político conturbado, duas candidaturas foram oficializadas junto à Justiça Eleitoral e figuram como polarizadoras nesta eleição suplementar: de um lado, a empresária, ex-primeira-dama e ex-deputada estadual Eliane Lima, representante do Partido Liberal (PL), consolidada como figura de oposição; de outro, Claudinha Gonçalves, assistente social e vice-prefeita eleita em 2024 pelo MDB, apadrinhada politicamente pelo ex-prefeito cassado, que tenta dar continuidade ao projeto administrativo anterior.
| Nº | Prefeito(a)  | Prefeito(a)         | Prefeito(a)       | Prefeito(a)                                                                         | Vice Prefeito(a) | Vice Prefeito(a) | Vice Prefeito(a)    | Vice Prefeito(a)  | Vice Prefeito(a)                         | Coligação Partido(s)                                                                                                  |
| Nº | Candidato(a) | Candidato(a)        | Partido Federação | Cargos relevantes                                                                   | Candidato(a)     | Candidato(a)     | Candidato(a)        | Partido Federação | Cargos relevantes                        | Coligação Partido(s)                                                                                                  |
| -- | ------------ | ------------------- | ----------------- | ----------------------------------------------------------------------------------- | ---------------- | ---------------- | ------------------- | ----------------- | ---------------------------------------- | --- |
| 15 |              | Claudinha Gonçalves | MDB               | - Vice-Prefeita de Tucuruí (2025) - Assistente Social                               |                  |                  | José Vieira Almeida | MDB               | - Vereador por Tucuruí (2021–atualmente) | O trabalho não vai parar MDB, FE Brasil (PT, PCdoB e PV), Republicanos, PODE e Fed. PSDB Cidadania (PSDB e Cidadania) |
| 22 |              | Eliane Lima         | PL                | - Deputada Estadual (2015-2018) - Primeira-Dama de Tucuruí (2009-2016) - Empresária |                  |                  | Leandro Maramaldo   | PL                | - Servidor Público                       | Pra Tucuruí prosperar PL, PSB, Avante, PRD e DC                                                                       |

## Pesquisas eleitorais
As pesquisas buscam analisar como seria o resultado da eleição se ela ocorresse no dia em que os dados dos entrevistados foram coletados, não tendo como objetivo pela porcentagem de confiança, prever o resultado final da eleição.
| Fonte       | Registro      | Data(s) conduzidas | Amostragem | Claudinha Gonçalves MDB | Eliane Lima PL | Abst. Indec. | Vantagem | Ref.  |                    |     |       |       |       |       |       |
| ----------- | ------------- | ------------------ | ---------- | ----------------------- | -------------- | ------------ | -------- | ----- | ------------------ | --- | ----- | ----- | ----- | ----- | ----- |
| Fonte       | Registro      | Data(s) conduzidas | Amostragem | Assess                  | PA-06737/2024  | Abst. Indec. | Vantagem | Ref.  | 01/Jul-04/Jul/2025 | 400 | 35,0% | 46,3% | 16,1% | 11,3% | [ 5 ] |
| Amazzo Data | PA-01544/2024 | 25/Jun-27/Jun/2025 | 400        | 38,5%                   | 45,5%          | 16,1%        | 7%       | [ 6 ] |                    |     |       |       |       |       |       |
| Gauss       | PA-06558/2024 | 20/Jun-21/Jun/2025 | 1200       | 42,08%                  | 35,17%         | 22,75%       | 6,91%    | [ 7 ] |                    |     |       |       |       |       |       |
| Target      | PA-07111/2024 | 11/Jun-13/Jun/2025 | 595        | 45,7%                   | 48,9%          | 5,4%         | 3,2%     | [ 8 ] |                    |     |       |       |       |       |       |
| Veritate    | PA-01693/2024 | 09/Jun-12/Jun/2025 | 475        | 39,8%                   | 44,4%          | 15,8%        | 4,6%     | [ 9 ] |                    |     |       |       |       |       |       |